# 居杰
居杰，是匈牙利索博尔奇-索特马尔-贝拉格州所辖的一个村。总面积4.33平方公里，总人口226，人口密度52.2人/平方公里（2011年1月1日）。